# Ljubov v bolsjom gorode
Ljubov v bolsjom gorode (russisk: Любовь в большом городе) er en spillefilm fra 2009 af Marjus Vajsberg.

## Medvirkende
- Aleksej Tjadov – Artjom
- Volodymyr Zelenskyy – Igor
- Ville Haapasalo – Oleg Sauna
- Vera Brezjneva – Katja
- Svetlana Khodtjenkova – Nastja